# Notolomatia dimidiata
Notolomatia dimidiata är en tvåvingeart som först beskrevs av Hesse 1956.  Notolomatia dimidiata ingår i släktet Notolomatia och familjen svävflugor. Inga underarter finns listade i Catalogue of Life.